# Arriba (Navarra)
Arriba (Arribe en euskera y de forma oficial) es una localidad española  de la Comunidad Foral de Navarra perteneciente al municipio de Araiz del cual es su capital y al concejo de Arriba-Atallo. 
Está situado en la Merindad de Pamplona, en la comarca de Norte de Aralar,  y a 44,5 km de la capital de la comunidad, Pamplona. Su  población en 2014 fue de 126 habitantes (INE).

## Geografía física

### Situación
La localidad de Arriba está situada en la parte oriental del municipio de Araiz a una altitud de 220 m s. n. m.

## Demografía

### Evolución de la población
| Gráfica de evolución demográfica de Arriba entre 2000 y 2010 |
|                                                              |
| Datos según el nomenclátor publicado por el INE.             |